# Orel (nave espacial)

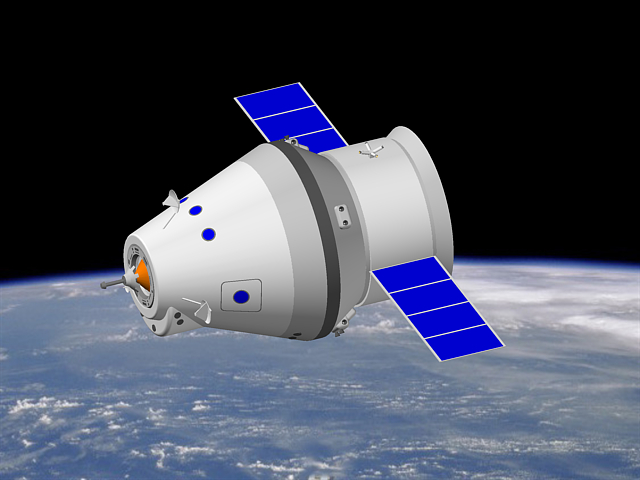
PPTS

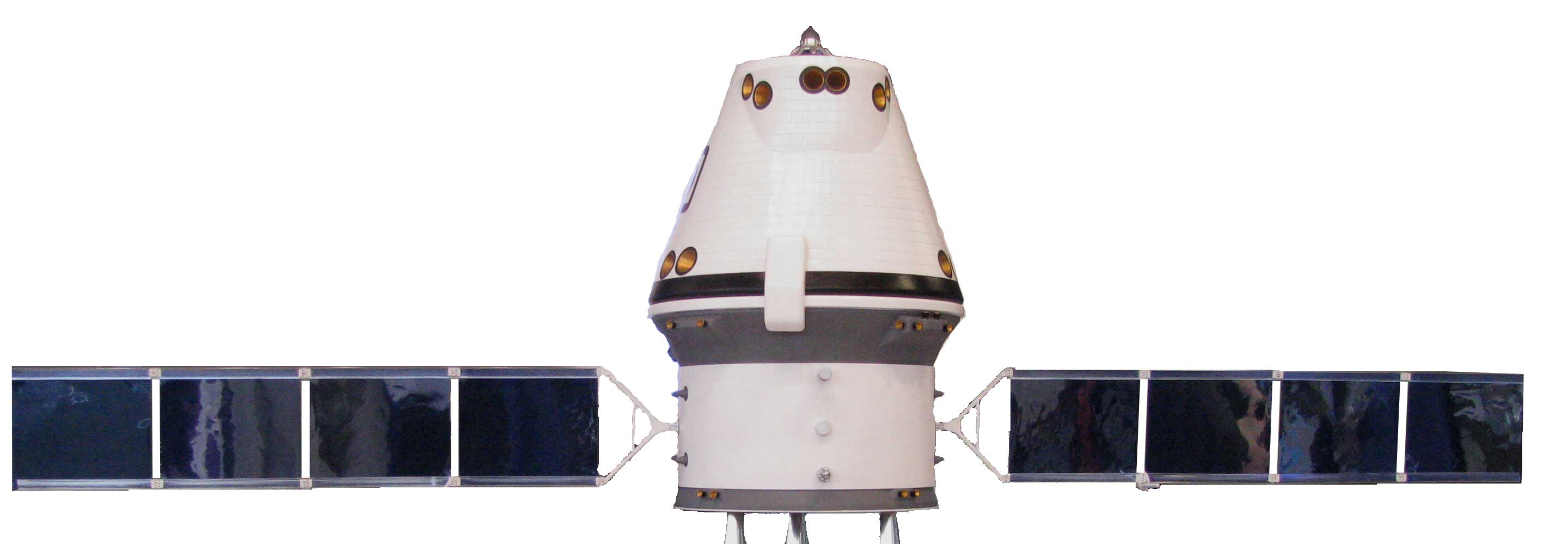
PPTS

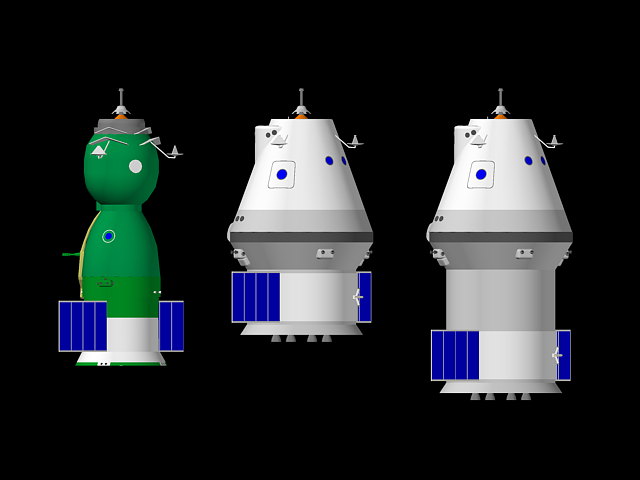
PPTS

El Oriol (en ruso:  "Орёл", lit."Águila"), extraoficialmente denominado Rus, antiguamente conocido como "Federatsia" (en ruso: Федерация), es un proyecto a cargo de la Roscosmos para desarrollar una nueva generación de naves espaciales. Su nombre oficial es Pilotiruemyi Transportny Korabl Novogo Pokoleniya o PTK NP que significa 'nave de transporte pilotada de nueva generación'. El objetivo del proyecto es desarrollar una nueva generación de naves espaciales para reemplazar la envejecida nave Soyuz que fue desarrollada por la antigua Unión Soviética más de cincuenta años atrás. El proyecto PPTS se inició después de que fallaran los planes de Rusia de colaborar con Europa en el desarrollo del Crew Space Transportation System (CSTS, hasta mediados de 2006 denominado ACTS). Después de esto la agencia rusa ordenó a la industria espacial local finalizar la propuesta para la nueva nave tripulada.

## Lanzadera
A principios de 2009 aparentemente se inició una propuesta formal a nivel industrial para el desarrollo de la lanzadera tripulada para transportar el PPTS.
Aunque la agencia ha retrasado el anuncio del ganador, en Rusia muchas fuentes no oficiales mantienen que TsSKB Progress, con sede en Samara y KB Mashinostroenia, liderará el desarrollo del nuevo cohete.
Se cree que la lanzadera tendrá tres aceleradores como primera etapa, cada uno equipado con potentes motores RD-180, que quemará una mezcla de oxígeno líquido y queroseno. El motor fue originalmente desarrollado por NPO Energomash, con sede en Moscú, para el cohete estadounidense Atlas 5 y su rendimiento hasta la fecha ha sido impecable.
La segunda etapa del nuevo cohete tripulado lucirá probablemente un par de motores  RD-0124, actualmente en uso por el cohete Soyuz-2. Así, ambas etapas de la futura lanzadera estarían equipadas con las más modernas plantas de energía existentes, reduciendo enormemente el coste y el riesgo de todo el proyecto.